# (12898) Mignard
(12898) Mignard (1998 RK6) – planetoida z pasa głównego asteroid okrążająca Słońce w ciągu 5,67 lat w średniej odległości 3,18 j.a. Odkryta 14 września 1998 roku.